# Phytomyza hypophylla
Phytomyza hypophylla är en tvåvingeart som beskrevs av Griffiths 1972. Phytomyza hypophylla ingår i släktet Phytomyza och familjen minerarflugor. Inga underarter finns listade i Catalogue of Life.